# Hoolageri, Badami
Hoolageri là một làng thuộc tehsil Badami, huyện Bagalkot, bang Karnataka, Ấn Độ.